# Silverdale (Lancashire)
Silverdale is een civil parish in het bestuurlijke gebied Lancaster, in het Engelse graafschap Lancashire met 1519 inwoners.

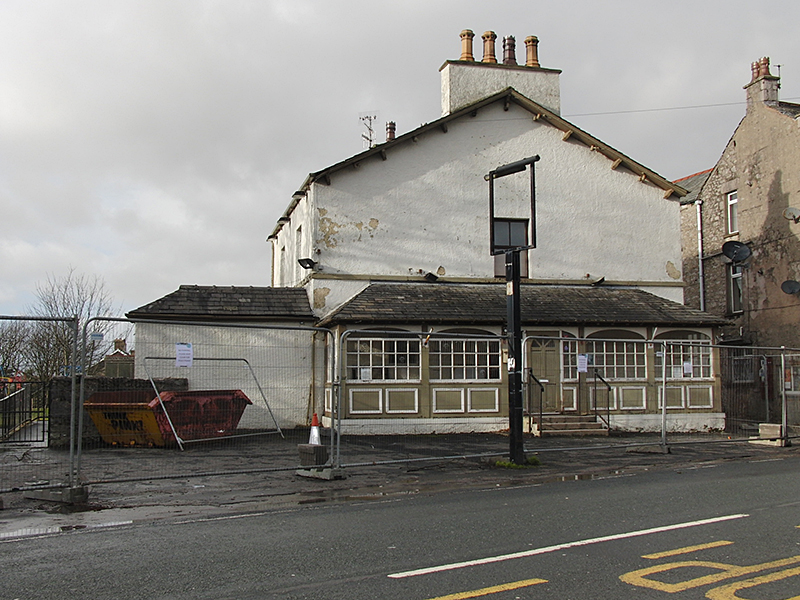
The Royal Hotel